# Klotuffmossa
Klotuffmossa (Palustriella falcata) är en bladmossart som först beskrevs av Brid., och fick sitt nu gällande namn av Lars Hedenäs. Klotuffmossa ingår i släktet tuffmossor, och familjen Amblystegiaceae. Enligt den finländska rödlistan är arten nära hotad i Finland. Arten är reproducerande i Sverige. Artens livsmiljö är rikkärr.